# Chiesa dei Santi Quaranta Martiri
La chiesa del Santi Quaranta Martiri è una chiesa sussidiaria  nella frazione di Molina nel comune di Mori in provincia di Trento. Appartiene alla parrocchia di Santo Stefano, rientra nella zona pastorale della Vallagarina dell'arcidiocesi di Trento e la sua costruzione risale alla prima metà del XVIII secolo.

## Storia

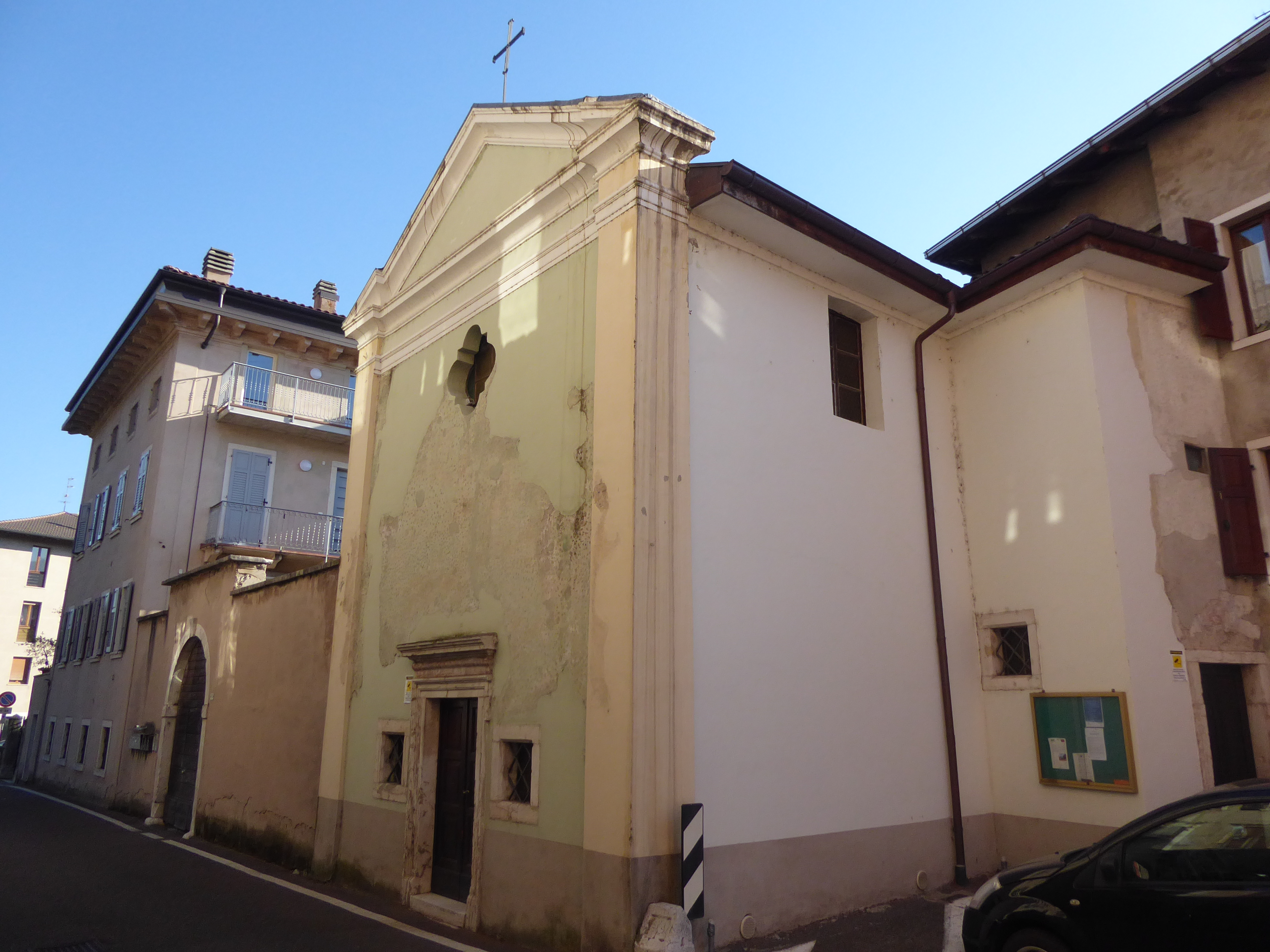
Chiesa dei Santi Quaranta Martiri nell'abitato di Molina di Mori

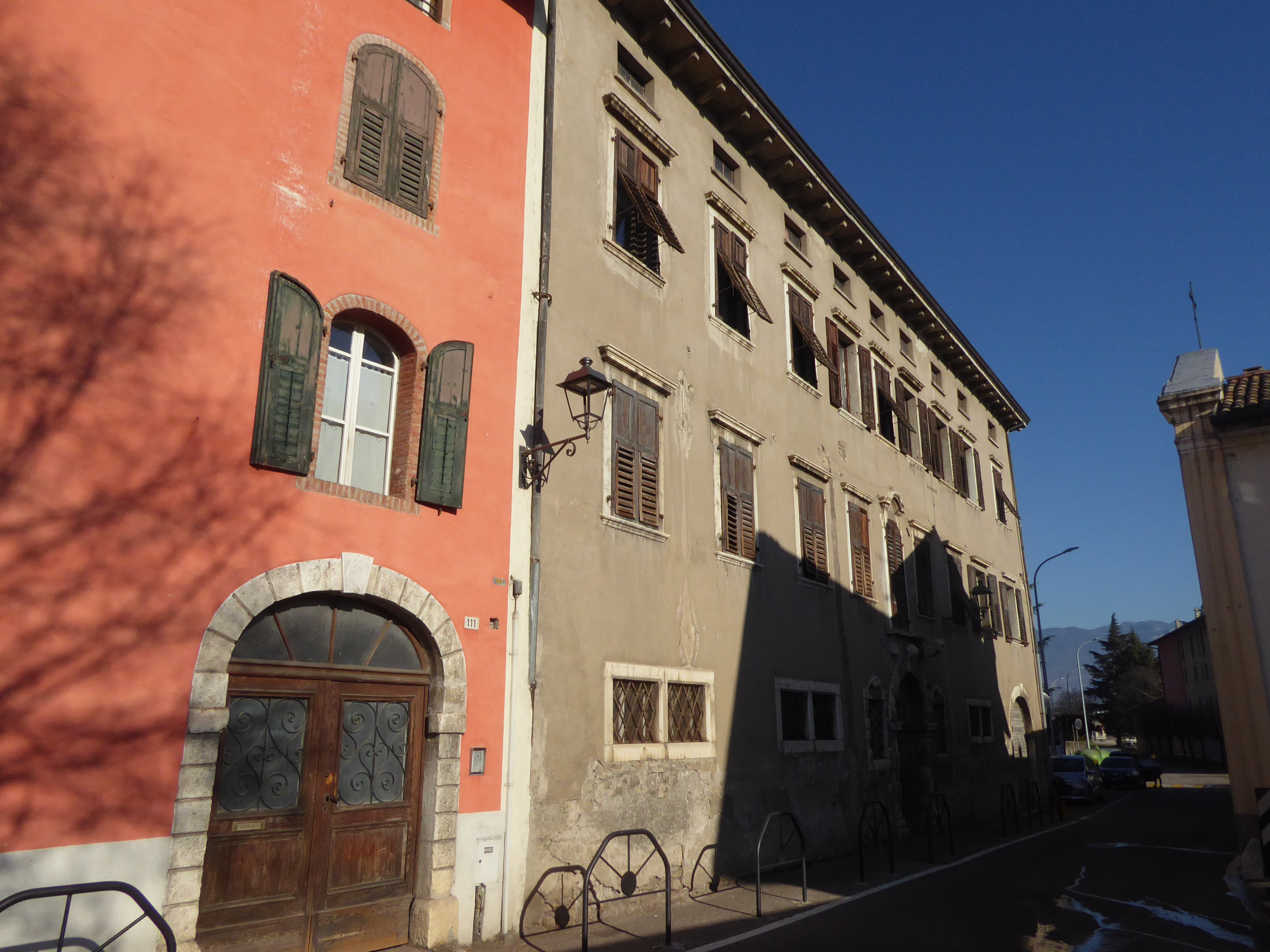
Palazzo Delaiti a Molina di Mori

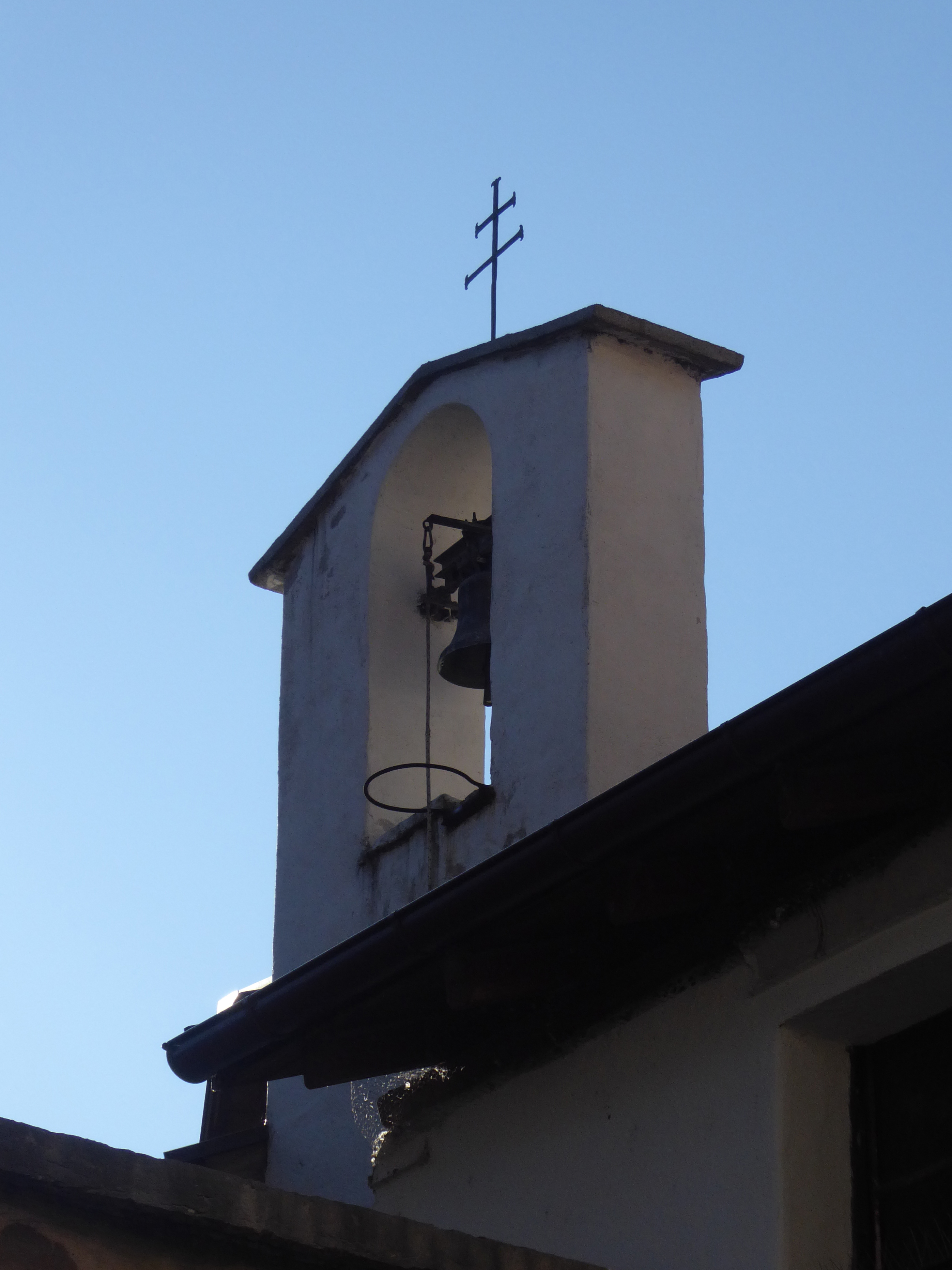
Campanile a vela

La sua costruzione risale alla prima metà del XVIII secolo e venne fatta edificare da don Pietro Andrea Delaiti. In origine la sua funzione fu quella di cappella privata di famiglia, col palazzo Delaiti presente sull'altro lato della strada. Solo in seguito, a partire dal 1853, fu aperta al culto della comunità della frazione di Molina di Mori e il suo mantenimento fu assicurato dai fedeli. A partire da quel momento la preesistente chiesa di San Biagio non molto lontana ma meno facilmente raggiungibile perché posta sul colle omonimo venne progressivamente abbandonata e fu aperta solo durante la festività patronale o in occasioni particolari come la benedizione del sale da utilizzare per il bestiame. Questa chiesa venne danneggiata durante la prima guerra mondiale, non venne più restaurata e definitivamente demolita durante la seconda guerra mondiale. Ne rimane solo la torre campanaria. Durante la prima guerra mondiale fu notevolmente danneggiata anche la chiesa dei Santi Quaranta Martiri che però nel primo dopoguerra fu restaurata dalle autorità del Regno d'Italia che da poco avevano annesso il territorio con il suo genio civile e militare. Dopo il restauro, nel 1925, venne costruito sul tetto il piccolo campanile a vela. Gli ultimi intervento di restauro conservativo sono stati realizzati nel 1982 e tra il 2013-2014.

## Descrizione

### Esterni
La chiesa si trova in via Roma nella frazione di Molina di Mori in Trentino. La facciata a capanna il stile neoclassico è caratterizzata dalle due lesene angolari che reggono il grande frontone. Il portale architravato ed incorniciato è affiancato da due piccole finestre quadrate e sormontato in asse dal piccolo rosone mistilineo. Sul tetto si trova il piccolo campanile a vela.

### Interni
La navata interna è unica e la copertura è con volta a crociera. Il presbiterio è arricchito dall'altare maggiore in pietra e la pala è attribuita ad Adolfo Mattielli, pittore di Soave.